# Astrild cendré
Estrilda troglodytes
Espèce
Statut de conservation UICN

 LC  : Préoccupation mineure
L'Astrild cendré ou Bec de corail (Estrilda troglodytes) est une espèce de passereau de petite taille appartenant à la famille des Estrildidae.

## Description
L'Astrild cendré est un oiseau de petite taille (environ 9 à 10 cm), au corps compact et à la queue fine. Il est doté d'un bec fort de couleur rouge corail. Une raie rouge part du bec, passe au niveau de l'œil marron et se termine dans la région auriculaire. Le corps est gris brun avec de légères ondulations sur les flancs et le ventre. Le bas de celui-ci est rougeâtre. La queue est noire bordée de clair. Les parties inférieures sont blanchâtres à reflets roses. Les pattes sont gris foncé ou marron.
Le mâle a le ventre plus rose que celui de la femelle et est un peu plus gros.

## Comportement social
Ces oiseaux se déplacent en bandes de vingt à trente individus et les couples se forment pour la vie.

## Reproduction
La femelle pond six a huit œufs, à raison de trois à quatre couvées dans l'année.

## Répartition et habitat
Cet oiseau vit en Afrique du Sénégal au Soudan et au nord de l'Éthiopie. Cette espèce peuple les milieux semi-arides et les marais.